# When I Was Your Man
Singles de Bruno Mars
Locked Out of Heaven
(2012) Treasure
(2013)
Pistes de Unorthodox Jukebox
Moonshine
(5) Natalie
(7)
When I Was Your Man est une ballade du chanteur américain Bruno Mars, extraite de son deuxième album Unorthodox Jukebox. Elle sort en single le 15 janvier 2013.
La chanson a été écrite par Bruno Mars, Philip Lawrence, Ari Levine et Andrew Wyatt. Elle a été produite par les Smeezingtons.
En mars 2021, le clip vidéo atteint le milliard de visionnages sur YouTube, le septième titre de l'artiste.

## Production
When i was Your Man a été produit par les Smeezingtons qui ont également produit Heaven. Néanmoins, ce titre semble à peine produit. Le concept de production sans production oblige à prêter attention à la chanson.

## Composition
Alors qu’il ne pensait pas jouer une ballade, Bruno Mars se dévoile comme un homme plus âgé et plus sage dans ce titre rempli de regrets. La chanson débute avec l’image du lit vide avec une seule personne dedans, symbole de la rupture. Il note les différents éléments qui lui rappellent le bonheur passé et la mélancolie, nostalgie, du moment présent. Après une succession d’images sur la séparation, le titre prend un autre mouvement au “It all just sounds like ooh, ooh, ooh, hoo”, Bruno Mars laisse surgir ses émotions et met des mots sur ses regrets. Il poursuit avec une profonde introspection regrettant son comportement avec la fille qui a conquis son cœur, il romantise les défauts de la relation et imagine un monde où il la retrouve. Cette femme est partie, “she’s dancing with another man”, et il souhaite la récupérer seulement quand il ne peut plus l’avoir. Sur un rythme encore plus énergique, il accumule les excuses en reconnaissant qu’il l’a blessée. Il conclut sa ballade dans un sentiment qui paraît généreux, il veut qu’elle soit heureuse sans abandonner sa jalousie néanmoins. Le message général véhiculé dans ses paroles est que les gens doivent vivre et apprendre de leurs erreurs. 
Il a partagé l’importance de ces paroles pour lui, “Je n’ai jamais été aussi nerveux. Je ne peux pas l’expliquer”. Mars a dit que c’est “la chose la plus honnête et la plus vraie” qu’il ait jamais chantée.

## Style
Le titre abandonne les styles rétro présent dans le même album pour Locked Out of Heaven et Young Girls avec désormais une mélodie au piano amenant des paroles tristes et sentimentales. On retrouve cette longue balade de rupture au milieu des pistes de Jukebox. 

## Clip
Le clip est publié le 5 février 2013, on y voit le chanteur assis en costume et devant un piano pendant 3:54 min interprétant son titre. Tout en simplicité, il reprend les airs rétros présents dans son album sur un plateau télévision des années 1970, “à l’ancienne”. Une impression de déjà-vu entre le piano à queue, le verre de scotch et les lunettes de soleil, il paraît comme un Elton John surexposé devant la lumière interprétant sa plainte amoureuse. Il a été réalisé par Mars et Cameron Duddy avec qui il a également travaillé sur ceux de “Lazy Song” et “Locked Out of Heaven”.

## Classement et récompenses
Le titre est le deuxième à se classer dans le Hot 100 en tant que “piano et voix seulement” après l’immense succès d’Adèle “Someone Like You”. C’est le cinquième single pour Bruno Mars à ce moment-là à atteindre cette position. Il est rapidement devenu n°1 des charts en 2012. Le magazine Billboard a décerné en 2013 au chanteur la récompense d’artiste de l’année grandement grâce au titre.

## Certifications
| Pays             | Organisme | Certification | Vente      |
| ---------------- | --------- | ------------- | ---------- |
| Australie        | ARIA      | 4 × Platine   | 280 000    |
| Belgique         | BEA       | Or            | 15 000     |
| Canada           | CRIA      | 3 × Platine   | 240 000    |
| Danemark         | IFPI      | 2 × Platine   | 60 000     |
| France           | (SNEP)    | Or            | 75 000     |
| Italie           | FIMI      | Or            | 15 000     |
| Nouvelle-Zélande | RIANZ     | 2 × Platine   | 30 000     |
| Royaume-Uni      | BPI       | Or            | 400 000    |
| Suède            | GLF       | Or            | 20 000     |
| États-Unis       | RIAA      | 11 × Platine  | 11 000 000 |